# Luis Moya
För andra betydelser, se Luis Moya (olika betydelser).
Luis Moya, född 23 september 1960 i Spanien, var kartläsare åt rallyföraren Carlos Sainz. Tillsammans vann de Världsmästerskapen i rally 1990 och 1992.